# Jacques Cavalier
Jacques Cavalier (1772-1846) est un officier de l'armée révolutionnaire française et ensuite de la Grande Armée.  

## Biographie
Jacques Cavalier est né le 30 mars 1772 dans les Cévennes à Saint-André-de-Valborgne, d'une famille calviniste, et mort le 17 septembre 1846 à Alençon. Il est fils d'un aubergiste, Jacques Cavalier et de Marie Pignon. On le dit de la famille du chef Camisard Jean Cavalier, descendant d'un frère aîné. 
En septembre 1785, à l'âge de treize ans, il entre au service de Louis XVI dans le régiment de la vieille Marine.
En 1788, il passe au régiment de Bresse[réf. souhaitée]. En septembre 1791, il s'engage au 1er régiment de volontaires Nationaux du Gard, où il est nommé sous-lieutenant
Puis en juillet 1792, il est nommé lieutenant au premier bataillon franc de la République. En août 1793, il participe au siège de Lyon qui s'est soulevée contre la Convention. Il y sera gravement blessé. Durant l'année 1796, il combat en Italie où il reste jusqu'en 1798 sous les ordres de Bonaparte qui le remarque. Il est à nouveau grièvement blessé en prenant la tête du siège de Mantoue. Le Directoire, pour qui la popularité de Bonaparte devient gênante, l'éloigne de France, le nomme général en chef de l'expédition d'Égypte (1798-1801).
Bonaparte a pour mission de chasser les Anglais, de s'emparer du pays tout en maintenant les bonnes relations avec le gouvernement turc de Constantinople. Ainsi, le 30 juin 1798, Cavalier débarque en Égypte. Le 22 novembre, il est nommé chef de bataillon adjoint à l’État Major général de l'armée d’Égypte. Le 17 janvier 1799, il devient commandant du Régiment des dromadaires. Le 11 octobre 1799, il est nommé chef de brigade.
En mars 1801, ses dromadaires s'illustrent en s'emparant d'une redoute anglaise afin de faire diversion au début de la bataille de Canope. La bataille perdue, tandis que Menou s'enferme à Alexandrie et Béliard au Caire, Cavalier escadronne dans le delta du Nil et ramène de la subsistance. Chargé d'une opération de ravitaillement, il est encerclé en mai 1801 par les Anglais et les Turcs, et se rend avec les honneurs de la guerre. 
En août 1801, il est de retour en France avec ses hommes. Il est accusé de lâcheté, voire de trahison par Menou. Ces accusations sont rejetées par Berthier ministre de la guerre. Il est néanmoins réprimandé pour sa capitulation par Napoléon.
Le 5 septembre 1801, Cavalier est nommé chef de la troisième légion de Gendarmerie à Alençon. Puis, sous la Restauration, il se retire au château de Glatigny de Cuissai. Il meurt à Alençon dans son hôtel de la rue de Balzac. Son corps repose au cimetière de cette bourgade.
Il était commandeur de la Légion d'honneur et chevalier de Saint-Louis.

## Hommages
- La cour d'honneur du centre hospitalier d'Alençon porte son nom[13].

## Sources
- Annuaire des cinq départements de la Normandie, p. 659-664, éd. Association normande, 1847
- L'Orne Hebdo, Jean-Marie Foubert, Cavalier, un Alençornais méconnu 29 mai 2016
- F. Babié, Archives de l'honneur, vol. 1, p. 403-406, éd. Laurens, 1805
- L.Rousson du Galteyres, Prépondérance de la France depuis l’avènement de l'empereur Napoléon III, 1857
- Ouest-France,5 décembre 2015, Il dirigeait le régiment de dromadaires de Napoléon.
- Allain Bernède, Gérard-Pierre Chaduc, La campagne d'Égypte: 1798-1801, p. 207, Éd. Musée de l'armée, 1998,  (ISBN 2901418236)
- Henri Depasse, Un « dromadaire » né à Saint-André-de-Valborgne au XVIIIe siècle
- Alain Chappet, Roger Martin, Alain Pigeard; Le Guide Napoléon, p. 248, éd. Taillandier, 2005,  (ISBN 284734246X)